# 22032 Mikekoop
22032 Mikekoop (1999 XB151) là một tiểu hành tinh vành đai chính.